# Grand Prix-wegrace van Spanje 1974
De Grand Prix-wegrace van Spanje 1974 was de twaalfde en afsluitende race van het wereldkampioenschap wegrace voor motorfietsen in het seizoen 1974. De races werden verreden op 22 september 1974 op het Circuito de Montjuïc, een stratencircuit in de wijk Sants-Montjuïc in Barcelona. Al sinds 1970 sloot de Spaanse GP het seizoen af, waardoor er nauwelijks spanning was omdat de wereldtitels al vergeven waren.

## Algemeen
Juist nu de veiligheid op de circuits steeds beter werd, bereikte de situatie een dieptepunt tijdens de Grand Prix van Spanje. In de 250cc-race viel de Fransman Bernard Fau, die daarbij gewond raakte. Onderdelen van zijn machine lagen op de baan, maar de baancommissarissen bleken geen enkel contact te hebben met hun collega's vóór de bewuste bocht waardoor de aanstormende coureurs niet door vlagsignalen gewaarschuwd werden. Bovendien kon een ambulance de plaats van het ongeluk niet bereiken. Toen Chas Mortimer een brandweerman waarschuwde dat er een stuk remschijf precies op de ideale lijn lag, stapte deze zonder op te letten de baan op en werd gegrepen door Takazumi Katayama. Die vloog tientallen meters door de lucht, over de liggende Fau en de strobalen. Bij de brandweerman werd een been afgerukt, wat later fataal bleek te zijn. Pas na vier ronden werd de race afgevlagd en toen bij de organisatoren de ernst van de situatie doordrong werd Patrick Pons, die met een beenwond in een ambulance lag, uit de auto gezet met de mededeling dat men hem nu niet kon helpen. Pons zakte in het rennerskwartier in elkaar en werd daarna alsnog naar het ziekenhuis gebracht.

## 350 cc
In de 350cc-race leidde Pentti Korhonen de race vóór zijn landgenoot Pekka Nurmi. Na een paar ronden wist Giacomo Agostini zich tussen hen in te vestigen en bedreigde Korhonen, die door de snelste raceronde te rijden weer wat afstand nam. Niet veel later viel Agostini uit. In de laatste ronden reden de beide Finnen nog steeds aan de leiding, maar toen brak de ketting van Korhonen en ook Nurmi viel stil. Víctor Palomo, die tot dat moment om de derde plaats had gestreden met Dieter Braun, werd nu ineens eerste, Braun tweede en Olivier Chevallier (Yamaha) werd derde.

### Uitslag 350 cc
| Pos | Coureur             | Merk          | Tijd          | Punten       |
| --- | ------------------- | ------------- | ------------- | ------------ |
| 1   | Víctor Palomo       | Yamaha        | 1h 03' 17" 17 | 15           |
| 2   | Dieter Braun        | Yamaha        | +1" 04        | 12           |
| 3   | Olivier Chevallier  | Yamaha        | +27" 67       | 10           |
| 4   | Alex George         | Vesco Yamaha  | +27" 87       | 8            |
| 5   | Chas Mortimer       | Maxton-Yamaha | +53" 30       | 6            |
| 6   | Hans Mühlebach      | Yamaha        | +1' 05" 32    | 5            |
| 7   | Billie Henderson    | Yamaha        | +1 ronde      | 4            |
| 8   | Ulrich Graf         | Yamaha        | +1 ronde      | 3            |
| 9   | Nico van der Zanden | Yamaha        | +1 ronde      | 2            |
| 10  | Kjell Solberg       | Yamaha        | +1 ronde      | 1            |
| 11  | Harry Niemann       | Yamaha        | +1 ronde      |              |
| DNF | Giacomo Agostini    | Yamaha        |               |              |
| DNF | Pentti Korhonen     | Yamaha        | kettingbreuk  | kettingbreuk |
| DNF | Pekka Nurmi         | Yamaha        |               |              |
| DNF | Patrick Pons        | Yamaha        |               |              |

## 250 cc
Na het ongeval van Bernard Fau en een brandweerman in Montjuïc, waarbij de race pas vier volle ronden later werd stilgelegd, weigerden de coureurs nog te starten. Tot het ongeluk reed Takazumi Katayama aan de leiding, maar hij botste op de overstekende brandweerman, die daarbij om het leven kwam. Toen de race werd afgevlagd reed John Dodds op kop, gevolgd door Pentti Korhonen en Dieter Braun.

### Uitslag 250 cc
| Pos | Coureur                | Merk            | Tijd       | Punten |
| --- | ---------------------- | --------------- | ---------- | ------ |
| 1   | John Dodds             | Yamaha          | 48' 53" 42 | 15     |
| 2   | Pentti Korhonen        | Yamaha          | +8" 18     | 12     |
| 3   | Dieter Braun           | Yamaha          | +1 ronde   | 10     |
| 4   | Bruno Kneubühler       | Yamaha          | +1 ronde   | 8      |
| 5   | Víctor Palomo          | Yamaha          | +1 ronde   | 6      |
| 6   | Rolf Minhoff           | Maico           | +1 ronde   | 5      |
| 7   | Jean-Louis Guignabodet | Yamaha          | +1 ronde   | 4      |
| 8   | Olivier Chevallier     | Yamaha          | +1 ronde   | 3      |
| 9   | Alex George            | Vesco Yamaha    | +1 ronde   | 2      |
| 10  | Hans Mühlebach         | Yamaha          | +1 ronde   | 1      |
| 11  | Eero Hyvärinen         | Yamaha          | +1 ronde   |        |
| 12  | Tom Herron             | Yamaha          | +2 ronden  |        |
| 13  | Leif Gustafsson        | Yamaha          | +2 ronden  |        |
| 14  | Kjell Solberg          | Yamaha          | +2 ronden  |        |
| 15  | Patrick Pons           | Yamaha          | +3 ronden  | (val)  |
| 16  | Nery Benito Varona     | Harley-Davidson | +3 ronden  |        |
| 17  | Takazumi Katayama      | Yamaha          | +4 ronden  | (val)  |
| 18  | Nico van der Zanden    | Yamaha          | +4 ronden  |        |
| 19  | Bernard Fau            | Harley-Davidson | +7 ronden  | (val)  |

## 125 cc
De 125cc-race werd gewonnen door de thuisrijder Benjamin Grau (Derbi). De nam ook deel aan de 24-uursraces op Montjuïc Park en kende het circuit dus als zijn broekzak. Pier Paolo Bianchi lag tweede, maar verspeelde die plaats door een valpartij aan Otello Buscherini. Bruno Kneubühler werd derde.

### Uitslag 125 cc
| Pos | Coureur                | Merk      | Tijd       | Punten |
| --- | ---------------------- | --------- | ---------- | ------ |
| 1   | Benjamín Grau          | Derbi     | 50' 24" 54 | 15     |
| 2   | Otello Buscherini      | Malanca   | +10" 40    | 12     |
| 3   | Bruno Kneubühler       | Yamaha    | +10" 87    | 10     |
| 4   | Kent Andersson         | Yamaha    | +1' 00" 86 | 8      |
| 5   | Ángel Nieto            | Derbi     | +1' 24" 03 | 6      |
| 6   | Matti Salonen          | Yamaha    | +1' 27" 19 | 5      |
| 7   | Jean-Louis Guignabodet | Yamaha    | +1' 43" 11 | 4      |
| 8   | Matti Kinnunen         | Maico     | +1 ronde   | 3      |
| 9   | Peter Frohnmeyer       | Maico     | +1 ronde   | 2      |
| 10  | Aldo Pero              | Carem     | +2 ronden  | 1      |
| DNF | Pier Paolo Bianchi     | Minarelli | val        |        |

## 50 cc
De nieuwe wereldkampioen Henk van Kessel won de 50cc-race met groot gemak, terwijl Herbert Rittberger er slechts met moeite in slaagde tweede te worden voor de opnieuw sterk rijdende Julien van Zeebroeck.

### Uitslag 50 cc
| Pos | Coureur                   | Merk              | Tijd       | Punten |
| --- | ------------------------- | ----------------- | ---------- | ------ |
| 1   | Henk van Kessel           | Van Veen-Kreidler | 32' 42" 42 | 15     |
| 2   | Herbert Rittberger        | Kreidler          | +3" 38     | 12     |
| 3   | Julien van Zeebroeck      | Van Veen-Kreidler | +11" 63    | 10     |
| 4   | Gerhard Thurow            | Kreidler          | +19" 68    | 8      |
| 5   | Ulrich Graf               | Kreidler          | +1' 09" 03 | 6      |
| 6   | Stefan Dörflinger         | Kreidler          | +1' 29" 10 | 5      |
| 7   | Rudolf Kunz               | Kreidler          | +1' 33" 60 | 4      |
| 8   | Theo Timmer               | Jamathi           | +2' 12" 09 | 3      |
| 9   | Luis Armando López Mateos | Derbi             |            | 2      |
| 10  | Norbert Peschke           | Kreidler          | +1 ronde   | 1      |
| 11  | Joaquín Galí              | Derbi             | +1 ronde   |        |
| 12  | Pentti Salonen            | Tunturi-Puch      | +1 ronde   |        |
| 13  | Leif Rosell               | Jamathi           | +1 ronde   |        |
| 14  | Hans-Jürgen Hummel        | Kreidler          | +2 ronden  |        |
| 15  | Javier Mira               | Derbi             | +4 ronden  |        |

1950 · 1951 · 1952 · 1953 · 1954 · 1955 · 1957 · 1958 · 1959 · 1960 · 1961 · 1962 · 1963 · 1964 · 1965 · 1966 · 1967 · 1968 · 1969 · 1970 · 1971 · 1972 · 1973 · 1974 · 1975 · 1976 · 1977 · 1978 · 1979 · 1980 · 1981 · 1982 · 1983 · 1984 · 1985 · 1986 · 1987 · 1988 · 1989 · 1990 · 1991 · 1992 · 1993 · 1994 · 1995 · 1996 · 1997 · 1998 · 1999 · 2000 · 2001 · 2002 · 2003 · 2004 · 2005 · 2006 · 2007 · 2008 · 2009 · 2010 · 2011 · 2012 · 2013 · 2014 · 2015 · 2016 · 2017 · 2018 · 2019 · 2020 · 2021 · 2022 · 2023 · 2024 · 2025